# Pasticcio
Pasticcio  ili pastiche je u glazbi naziv za operu ili drugo djelo koje se sastoji od dijelova skladbi istog ili drugih skladatelja, ili imitira stil izvornog autora. U 18. stoljeću to je bio izrazito popularan način skladanja opera. Za razliku od parodija, pasticcio ne ismijava i ne izruguje se djelima koje imitira, već ih uznosi i proslavlja.

## Etimologija
Iz grčkog παστὰ [pastá] (kaša), preko latinskog pasta (tijesto), nastala je u kasnolatinskom jeziku riječ pasticium (pašteta), koja se zatim u 16. stoljeću u talijanskom javlja kao pasticcio [pasti'č:o], u značenju: pašteta, odnosno jelo od mesa i paste, a u širem značenju smjesa ili mješavina. Francuski jezik preuzeo je talijanski oblik kao pastiche [pas.tiš]. Međutim, pojmovi s tim značenjem više se ne koriste u suvremenom talijanskom i francuskom jeziku.
Mnogi jezici preuzeli su te pojmove iz talijanskog i francuskog u drugom značenju: oponašanje ili imitacija, ali se talijanski oblik pasticcio prvenstveno rabi u glazbi, a francuski pastiche u umjetnosti općenito (književnost, likovna i scenska umjetnost, arhitektura).

## Oblici
Pasticcio se može javiti u različitim oblicima:
- Uspješna opera postavljena u drugom kazalištu. U 18. stoljeću bilo je uobičajeno prilagoditi glazbu novim uvjetima izvođenja. Tako su, na primjer, arije koje ne odgovaraju novom izvođaču zamjenjivane novima, obično pupularnima.
- U nekim kazalištima, obično provincijskim, često su publici kao isječci predstavljana nova djela popularnih skladatelja. Libreto je pritom prilagođavan, ili je kućni libretist smišljao novi zaplet za skup odabranih djela.
- Skladatelj može kombinirati (reciklirati) dijelove iz svojih starijih u novo djelo. Na primjer, Händelova opera "Oreste" ne sadrži nijednu novu skladbu, već dijelove njegovih ranijih opera.

## Povijest
Praksa sastavljanja pasticcija započela je u 17. stoljeću, a procvat (kad se i počeo rabiti naziv pasticcio) bio je između 1720. i 1750. godine u Europi, osim Francuske u kojoj se praksa javlja kasnije. Zaštita autorskih prava u to vrijeme nije postojala te su pasticciji bili lak način za stvaranje novih skladbi. Uvođenjem novih formi u operi, koje su nastojale spojiti glazbu i dramu, pasticciji su izašli iz mode.
Uporaba pasticcija nije bila ograničena samo na opere, već su se koristili i u drugim žanrovima, kao što su na primjer oratoriji ili koncerti.

## Primjeri
Mnogi su skladatelji sastavljali pasticcije, ili koristeći svoja ranija djela, ili rabeći djela drugih skladatelja. Primjeri su mnogobrojni, a ovdje je navedeno nekoliko primjera poznatijih skladatelja.
- Händel je rado sastvaljao pasticije, kako u operama (Caio Fabbricio, Catone, Didone abbandonata, Giove in Argo, Lucio Papirio dittatore, Oreste, Venceslao...) tako i u oratorijima.
- Antonio Vivaldi u operama (Dorilla in Tempe, Bajazet).
- Christoph Willibald Gluck u operama (La finta schiava, Tircis et Doristée, Le caprice amoureux, Arianna, Isabelle et Gertrude)
- Gioachino Rossini je reciklirao svoja djela, te je na primjer uvertiru opere "Aurelijan u Palmiri" koristio još tri puta, među kojima i u čuvenom Seviljskom brijaču. Međutim, drugi skladatelji opera rado su koristili njegova djela.
- Mozartova prva četiri koncerta za klavir su pasticciji. Orkestracija sonata tadašnjih njemačkih virtuoza poslužila je 11-godišnjem Mozartu za učenje strukture kompozicije. Njegova kasnija djela također su rabili drugi skladatelji, ali i on sâm, kao na primjer Non più andrai u dva navrata.
- Svih deset melodija iz valcera Na lijepom plavom Dunavu op. 314 Johann Strauß je reciklirao iz svojih prijašnjih objavljenih valcera, što je 2015. godine dokazao njemački muzikolog Norbert Linke.